# Eijun Kiyokumo
Eijun Kiyokumo (清雲 栄純, Kiyokumo Eijun, Koshu, 11 september 1950) is een Japans voormalig voetballer die als verdediger speelde.

## Clubcarrière
In 1969 ging Kiyokumo naar de Hosei University, waar hij in het schoolteam voetbalde. Nadat hij in 1973 afstudeerde, ging Kiyokumo spelen voor Furukawa Electric. Met deze club werd hij in 1976 kampioen van Japan. Kiyokumo veroverde er in 1976 de Beker van de keizer en in 1977 en 1982 de JSL Cup. In 10 jaar speelde hij er 149 competitiewedstrijden en scoorde 6 goals. Kiyokumo beëindigde zijn spelersloopbaan in 1982.

## Japans voetbalelftal
Eijun Kiyokumo debuteerde in 1974 in het Japans nationaal elftal en speelde 42 interlands.

## Statistieken
| Japans voetbalelftal | Japans voetbalelftal | Japans voetbalelftal |
| Jaar                 | Wed.                 | Dlp.                 |
| -------------------- | -------------------- | -------------------- |
| 1974                 | 1                    | 0                    |
| 1975                 | 13                   | 0                    |
| 1976                 | 9                    | 0                    |
| 1977                 | 5                    | 0                    |
| 1978                 | 0                    | 0                    |
| 1979                 | 9                    | 0                    |
| 1980                 | 5                    | 0                    |
| Totaal               | 42                   | 0                    |